# Anievas
Anievas es un municipio de la comunidad autónoma de Cantabria, en España. El término municipal, con una población de 276 habitantes (INE 2024), abarca las localidades de Barriopalacio, Calga, Villasuso y Cotillo, sede del ayuntamiento.

## Símbolos
El municipio cuenta con escudo y bandera propia. La descripción del escudo es la siguiente:

Partido. 1º, en campo de azur, una iglesia románica que representa a la iglesia de su capital, San Andrés en Cotillo. 2º, de gules un león de oro rampante. Entado de plata en el que se representan tres valles separados por dos montes. El escudo va timbrado con la Corona Real de España.

## Geografía
Limita al norte con Los Corrales de Buelna y San Felices de Buelna, al oeste y sur con Arenas de Iguña y al este con Corvera de Toranzo.
Este pequeño municipio situado en el centro geográfico de Cantabria se conforma como un pequeño valle en la cuenca del río Besaya. Pasado el pueblo de Villasuso comienza el Puerto del Portillón, carretera que comunica los valles de Iguña, pasando por Anievas y Corvera de Toranzo.
La cabecera del valle es la Espina del Gallego. Otros montes son la Perizuela, La Redonda, el Pinar de las Gateras, el monte Tejas y la Peña de Barriopalacio.
| Noroeste: Los Corrales de Buelna | Norte: San Felices de Buelna | Nordeste: Corvera de Toranzo                  |
| Oeste: Arenas de Iguña           |                              | Este: Corvera de Toranzo                      |
| Suroeste: Arenas de Iguña        | Sur: Arenas de Iguña         | Sureste: Arenas de Iguña y Corvera de Toranzo |

### Clima
El territorio municipal se ubica en la región climática de la Ibéria Verde de clima Europeo Occidental, clasificada también como clima templado húmedo de verano fresco del tipo Cfb según la clasificación climática de Köppen.
Los principales rasgos del municipio a nivel general son unos inviernos suaves y veranos frescos, sin cambios bruscos estacionales. El aire es húmedo con abundante nubosidad y las precipitaciones son frecuentes en todas las estaciones del año, con escasos valores excepcionales a lo largo del año.
La temperatura media de la región ha aumentado en los últimos cincuenta años 0,6 grados, mientras que las precipitaciones ha experimentado un descenso del diez por ciento. Cada uno de los años de la serie 1981-2010 fueron claramente más secos y cálidos que los de la serie 1951-1980. Y todo indica que las fluctuaciones intra-estacionales del régimen termo-pluviométrico fueron más intensas durante el periodo 1981-2010.

## Economía
Los principales rasgos económicos de este municipio son los del interior de Cantabria, la principal actividad económica es la ganadería y la agricultura. Anievas presenta un equilibrio económico entre los sectores económicos, puesto que el sector primario cuenta con el 23,5 % de la población, el secundario con un 37,4 %, y el terciario con un 39,1 %.

### Evolución de la deuda viva
El concepto de deuda viva contempla sólo las deudas con cajas y bancos relativas a créditos financieros, valores de renta fija y préstamos o créditos transferidos a terceros, excluyéndose, por tanto, la deuda comercial. La deuda viva municipal por habitante en 2014 ascendía a 52,95 €.
| Gráfica de evolución de la deuda viva del Ayuntamiento entre 2008 y 2023                          |
|                                                                                                   |
| Deuda viva del Ayuntamiento de Anievas, en miles de euros, según datos del Ministerio de Hacienda |

## Demografía
Anievas cuenta con una población de 276 habitantes (INE 2024).
| Gráfica de evolución demográfica de Anievas entre 1842 y 2021                                                       |
| |
| Población de derecho según los censos de población del INE Población de hecho según los censos de población del INE |

### Población por núcleos
Desglose de población según el Padrón Continuo por Unidad Poblacional del INE.
| Núcleos       | Habitantes (2024) | Varones | Mujeres |
| ------------- | ----------------- | ------- | ------- |
| Barriopalacio | 86                | 49      | 37      |
| Calga         | 30                | 13      | 17      |
| Cotillo       | 88                | 50      | 38      |
| Villasuso     | 72                | 41      | 31      |

### Transporte y comunicaciones

#### Carretera
Por el término municipal de Anievas discurren la siguiente carretera de la Red Secundaria de Carreteras de Cantabria:
- CA-271: Arenas de Iguña-San Vicente de Toranzo

Y la siguiente carreteras de la Red Local:
- CA-707: Acceso a Calga

#### Autobuses
La siguiente línea de transporte público comunica distintas localidades de este municipio:
- Autobuses Ruiz: Torrelavega-Villasuso

## Cultura

### Patrimonio

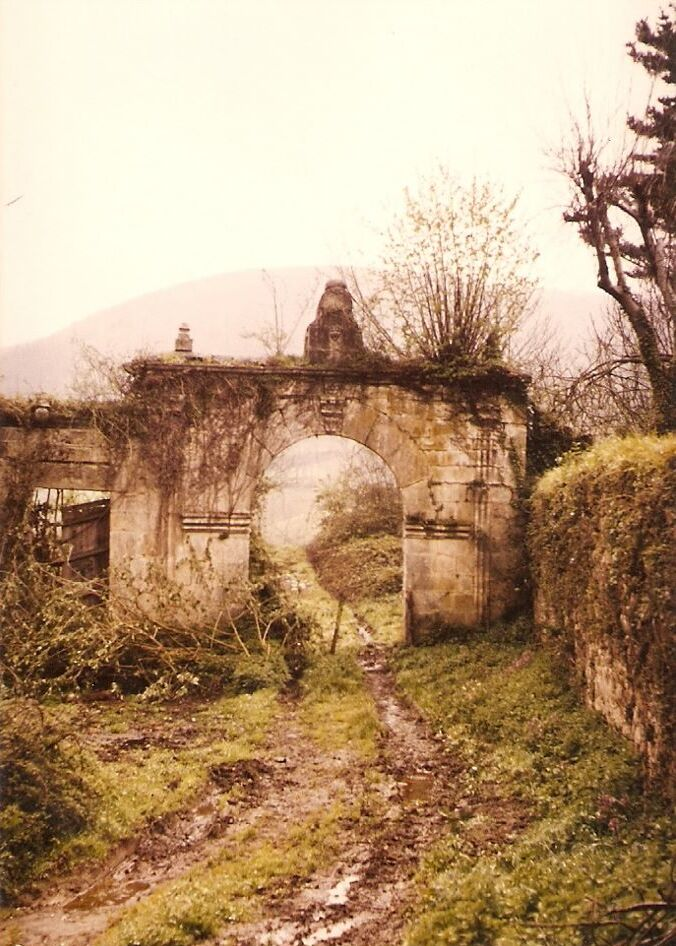
Portalada del palacio de Barriopalacio de Anievas hace unos treinta años

Tiene dos bienes de interés cultural de Cantabria. Por un lado, la iglesia de San Andrés en Cotillo, con categoría de Monumento. Por otro lado, es uno de los municipios por los que se extienden los yacimientos de La Espina del Gallego, Cildá, El Cantón y Campo de Las Cercas. Los otros son: Corvera de Toranzo, Molledo, Arenas de Iguña, San Felices de Buelna y Puente Viesgo.
Además, en  Barriopalacio antiguamente existía un palacio, construcción que da nombre al pueblo, pero que actualmente apenas quedan restos.
En el folklore, destacan los piteros de Anievas, a los que se les ha hecho una estatua en la plaza de Cotillo junto al ayuntamiento.

### Fiestas
- 26 de julio, Santa Ana (Villasuso)
- 5 de agosto, La Virgen de las Nieves (Cotillo)
- 2º domingo de agosto, Día de la Mitología cántabra (fiesta de interés turístico regional) (Barriopalacio)
- 15 de agosto, Nuestra Señora de la Asunción (Barriopalacio)
- 16 de agosto, San Roque (Calga)
- Domingo siguiente al Pilar, concentración ganadera de Anievas (Cotillo)

## Administración y política

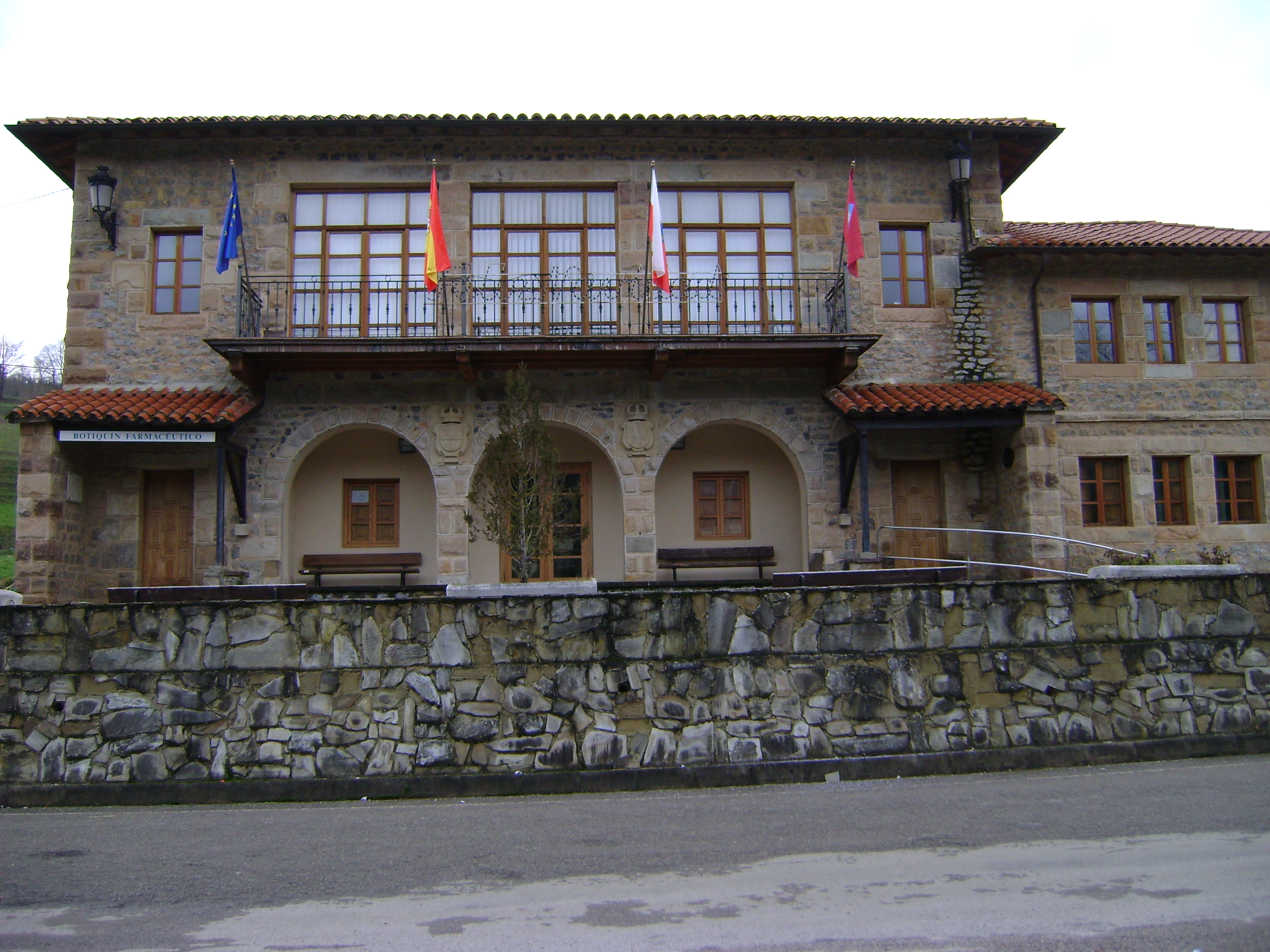
Ayuntamiento de Anievas en Cotillo

### Gobierno municipal
Agustín Pernía (PRC) es el actual alcalde del municipio mediante un pacto con el PSOE en las elecciones municipales de 2023, elecciones municipales de 2015, elecciones municipales de 2011. 
Agustín Pernía (PRC) fue alcalde tras las elecciones municipales de 2019 gracias a un pacto con uno de los concejales del PP.
| Periodo   | Nombre          | Partido | Partido                                 |
| --------- | --------------- | ------- | --------------------------------------- |
| 2003-2011 | José Díaz Gómez |         | Partido Popular (PP)                    |
| 2011-act. | Agustin Pernia  |         | Partido Regionalista de Cantabria (PRC) |

| Partido político                         | 2023  | 2023  | 2023       | 2019  | 2019  | 2019       | 2015  | 2015  | 2015       | 2011  | 2011  | 2011       | 2007  | 2007  | 2007       | 2003  | 2003  | 2003       |
| Partido político                         | Votos | %     | Concejales | Votos | %     | Concejales | Votos | %     | Concejales | Votos | %     | Concejales | Votos | %     | Concejales | Votos | %     | Concejales |
| Partido Regionalista de Cantabria (PRC)  | 85    | 39,71 | 3          | 130   | 59,09 | 4          | 132   | 51,16 | 4          | 107   | 37,15 | 3          | 70    | 23,33 | 1          | 59    | 18,91 | 1          |
| Vox                                      | 62    | 28,97 | 2          | —     | —     | —          | —     | —     | —          | —     | —     | —          | —     | —     | —          | —     | —     | —          |
| Partido Popular (PP)                     | 39    | 18,22 | 1          | 60    | 27,27 | 2          | 76    | 29,46 | 2          | 142   | 49,31 | 3          | 180   | 60,00 | 5          | 199   | 63,78 | 5          |
| Partido Socialista Obrero Español (PSOE) | 25    | 11,68 | 1          | 28    | 12,72 | 1          | 29    | 11,24 | 1          | 39    | 13,54 | 1          | 48    | 16,00 | 1          | 53    | 16,99 | 1          |

### Organización territorial
Los 291 habitantes de Anievas (2017) se distribuyen en las siguientes localidades:
- Barriopalacio, 86 hab.
- Calga, 30 hab.
- Cotillo (capital), 88 hab.
- Villasuso, 72 hab.